# Casa Cogollo
La casa Cogollo est une résidence urbaine sise corso Palladio à Vicence, dans la région Vénétie, en Italie.
La composition de la façade sur rue a été attribuée à Andrea Palladio.
Vingt-quatre villas palladiennes et le centre historique de la ville de Vicence sont inscrits sur la liste du patrimoine mondial de l'UNESCO.

## Historique
Connue comme la maison de Palladio, en réalité, l'édifice n'a rien à voir avec l'habitation du maître vicentin : ce sont plutôt ses dimensions, limitées par rapport à l'emphase monumentale des autres palais palladiens, qui ont mépris ceux cherchant en ville un signe visible du domicile de l'architecte.
En réalité, la restructuration de la façade de sa maison du XVe siècle est imposée par le Maggior Consiglio au notaire Pietro Cogollo, comme contribution à la décoration de la ville. L'investissement économique imposé pour le chantier doit être d'au moins deux cent cinquante ducats avec, comme corollaire, l'obtention de la citoyenneté vicentine.
En l'absence de documents et de dessins autographes, l'attribution à Palladio de la très élégante façade divise toujours les spécialistes, mais l'intelligence de la solution architecturale proposée et le dessin de tous les détails peuvent difficilement être imputés à un autre architecte.
Les contraintes liées à un espace étroit et à l'impossibilité d'ouvrir des fenêtres au milieu du piano nobile en raison de la présence d'un conduit de cheminée, poussent Palladio à mettre l'emphase sur l'axe de la façade, en réalisant une structure constituée au rez-de-chaussée d'une arcade avec, de part et d'autre, une demi-colonne et, à l'étage supérieur, d'une sorte de tabernacle qui encadrait une fresque de Giovanni Antonio Fasolo. Au rez-de-chaussée, l'arc est flanqué de deux ouvertures rectangulaires qui éclairent le portique et en facilitent l'accès, en composant une sorte de serlienne, sur le modèle de la Basilique palladienne. Le résultat est une composition d'une grande force monumentale et expressive, malgré la simplicité des moyens dont disposent l'architecte.

## Galerie

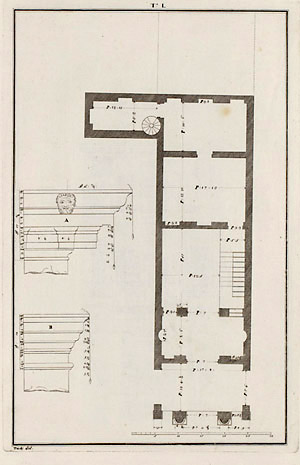
Plan dû à Ottavio Bertotti Scamozzi, 1776
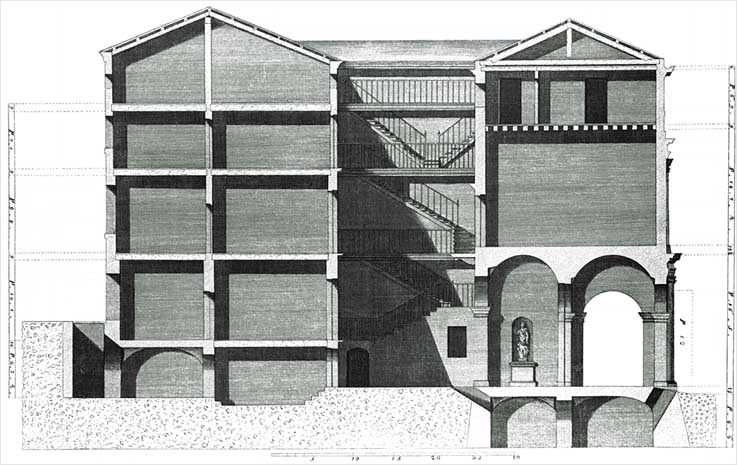
Coupe transversale due à Ottavio BertottiScamozzi, 1776

## Sources de traduction
- (it) Cet article est partiellement ou en totalité issu de l’article de Wikipédia en italien intitulé « Casa Cogollo » (voir la liste des auteurs) dans sa version du 5 juin 2010. Il est lui-même issu du texte relatif à la Casa Cogollo, sur le site du CISA, lequel a autorisé sa publication (cf  tkt #2008031210017761)